# Progona venata
Progona venata är en fjärilsart som beskrevs av William Schaus 1921. Progona venata ingår i släktet Progona och familjen björnspinnare. Inga underarter finns listade i Catalogue of Life.